# 나무타기천산갑
나무타기천산갑 또는 흰배천산갑(Phataginus tricuspis)은 유린목에 속하는 포유류의 일종이다. 흰배천산갑은 서아프리카의 삼림에서 밤에 활동한다. 몸길이는 60-100cm이다.